# Papúa Nueva Guinea en los Juegos Paralímpicos de Pekín 2008
Papúa Nueva Guinea estuvo representada en los Juegos Paralímpicos de Pekín 2008 por dos deportistas, un hombre y una mujer.

## Medallistas
El equipo paralímpico papú obtuvo las siguientes medallas:
| Nombre          | Deporte   | Evento              |
| --------------- | --------- | ------------------- |
| Oro             |           |                     |
| —               |           |                     |
| Plata           |           |                     |
| Francis Kompaon | Atletismo | 100 m T46 masculino |
| Bronce          |           |                     |
| —               |           |                     |